# Anton Sloboda
Anton Sloboda (Považská Bystrica, 10 luglio 1987) è un calciatore slovacco, centrocampista del Považská Bystrica.

## Caratteristiche tecniche
È un centrocampista centrale.

## Carriera
Cresciuto nelle giovanili del Ružomberok, ha esordito l'11 luglio 2009 in occasione del match pareggiato 1-1 contro il Dubnica.

## Palmarès

### Club

#### Competizioni nazionali
- Campionato slovacco: 1

Spartak Trnava: 2017-2018
- Coppa di Slovacchia: 1

Spartak Trnava: 2018-2019